# Koen Vekemans
Koen Vekemans (* 18. November 1966 in Lommel) ist ein ehemaliger belgischer Radrennfahrer.

## Sportliche Laufbahn
Als Amateur gewann er 1985 das Etappenrennen Csepel-Cup in Ungarn. Vekemans gewann 1986 eine Etappe der Ronde van Wallonië, 1987 das Eintagesrennen Kampioenschap van Vlaanderen, die belgische Limburg-Rundfahrt (mit einem Etappenerfolg) und eine Etappe der Belgien-Rundfahrt für Amateure sowie 1988 eine Etappe der Ronde van de Toekomst. 1987 fuhr er die Internationale Friedensfahrt und wurde 87. des Endklassements. Im Rennen der UCI-Straßen-Weltmeisterschaften 1987 kam er auf den 95. Rang.
1987 wurde er Berufsfahrer im Radsportteam Lotto. Er blieb bis 1991 als Profi aktiv. Als Profi holte er Siege im Grand Prix  de la Haute Sambre 1988, im Grote Prijs Beeckman-De Caluwé 1989, im Grand Prix Raf Jonckheere 1991 und im Grand Prix  Frans Melckenbeek 1989 und 1991. In der Tour de l’Avenir 1988 gewann er zwei Etappen und wurde 56. im Endklassement.